# Паратенонитис
Паратенонитис, перитендинитис  или  паратендонитис   је једна од тендинопатија која се јавља када тетива  прекривенa паратеноном, а не синовијалном овојницом, трља преко коштане површине. Ова тендинопатија је болна због инервације околног ткива.
Клинички се манифестује боловима при покрету, осетљивошћу на палпацију, акутним едемом и хиперемијом паратенона са инфилтрацијом инфламаторних ћелија,  После неколико сати или неколико дана, овојница тетиве је испуњена фибринозним ексудатом који доводи до крепитација Код хроничног паратенонитиса фибробласти се појављују заједно са периваскуларним лимфоцитним инфилтратом. Перитендинозно ткиво постаје макроскопски задебљано и долази до нових адхезија везивног ткива. Код паратенонитиса, инфламаторне ћелије се налазе у ћелијским елементима паратенона и у васкуларном урастању. Како хроничне болне тетиве имају урастање чулних и симпатичких нерава из паратенона —  само денервација хроничних болних тетива доводи до ублажавања бола код већине пацијената. 

## Епидемиологија
Паратенонитис је чест, али учесталост зависи од захваћене тетиве. Обично се налази код плесачица и спортиста као последица повреде или након прекомерне употребе зглобова.

### Фактори ризика
- Дуготрајно бављење плесом[5]
- Дуготрајно бављење трчањем на дуге стазе[6]

## Етиологија
Поред својих уобичајених компоненти везивног ткива, тетиве су окружена лабавим ареоларним везивним ткивом које чини потпуну или делимични омотач око њих. Омотач који је настао око одређених тетива се назива паратенон. Паратенон се у суштини састоји од колагена са фибрилним влакнима типа 1 и типа 3, неким еластинским фибрилима и унутрашњом облогом од синовијалних ћелија.  Простор испод паратенона је богат мукополисахаридима који омогућавају паратенону да делује као еластична трака која омогућава слободу кретања тетива. Паратенон може постати и овојница испуњена синовијалном течношћу, тено-синовијум, у тетивама које су подвргнути трењу.. 
Паратенон има добро доток крви, па се примећује да паратенонитис (упала паратенона) настаје када се тетива претерано трља преко коштане избочине, У таквим стањима се нпр. код акутног Ахиловог паратенонитиса,  јавља инфламаторна реакција ћелија, едем, екстравазација протеина плазме, акумулација фибрина и ретка фибробластична пролиферација. После неколико сати до неколико дана, фибринозни ексудат испуњава овојницу тетиве узрокујући крепитације које се могу осетити клиничким прегледом. Мононуклеарне ћелије се ретко инфилтрирају у паратенон.
Паратенонитис се може развити као резултат прекомерне употребе или понављајуће микротрауме.
Локација
Паратенонитис погађа тетиве са паратеноном, а самим тим и без синовијалне овојнице, нпр. Ахилова тетива, глутеалне тетиве пателе, итд.   Најчешћа локализација паратенонитиса је Ахилова тетива.

## Клиничка слика
Клинучку слику карактерише 
- локални бол и оток,

- осетљивост при палпацији дуж анатомског тока тетиве.[11]
- ограничење покрета хроничним стадијумима.[3]

## Дијагноза
Дијагноза се може поставити комбинацијом клиничког физичког прегледа  и типичним налаза радиолошких снимања.

##### Ултразвук
На ултразвуку, паратенонитис се може појавити као линеарна хипоехоична облога око тетиве са повезаном хиперемијом на колор доплеру код хроничне инфламације.

##### МРИ
У акутној фази, око тетиве се може видети линеарна структура интензивног интензитета течности. У хроничној фази могу се видети ожиљке меких ткива које се шире у перитендинозно масно ткиво.

###### Карактеристике сигнала
- Т1: хипоинтензивна
- Т2/ПД: хиперинтензиван
- СТИР/ПДФС: хиперинтензиван
- Т1 Ц+ (Гд): побољшање

#### Радиолошки извештај
Опис следећих карактеристика треба да буде у радиолошком извештају:
- инфламаторне промене паратенона
- присуство или одсуство тендинопатије
- присуство или одсуство кидања или руптуре тетива

## Диференцијална дијагноза
- тендинопатија
- кидање тетиве
- руптура тетива

## Компликације
Хронични паратенонитис може даље напредовати у тендинопатију и кидање тетива.

## Терапија и прогноза
Третман је обично конзервативан са нестероидним антиинфламаторним лековима , модификацијом активности, физикалном терапијом.
Ако конзервативно лечење не успе, може се извршити  скидање паратенона.   